# Foulques d'Orléans
Foulques d'Orléans — de son nom complet Foulques Thibaut Robert Jacques Géraud Jean Marie d'Orléans, né le 9 juillet 1974 dans le dix-huitième arrondissement de Paris, à l'hôpital Bichat-Claude-Bernard, est un membre de la maison d’Orléans portant les titres de courtoisie de comte d'Eu et de duc d'Aumale.

## Famille
Né en 1974, Foulques d'Orléans est le second fils de Jacques d'Orléans (1941), duc d'Orléans, et de son épouse Gersende de Sabran-Pontevès (1942). Il a été baptisé le 16 octobre 1974 en la chapelle royale de Dreux, recevant comme parrain, Elzéar de Sabran-Ponteves, 8e duc de Sabran (1937-2024), son oncle paternel, et comme marraine, Marie-Louise de Nicolaÿ (1904-1997), épouse de Emmanuel de Lévis-Mirepoix, 14e prince de Robech et grand d'Espagne (1909-1951). 
Par son père, il est le petit-fils d'Henri d'Orléans (1908-1999), comte de Paris et prétendant orléaniste au trône de France, et de son épouse Isabelle d'Orléans-Bragance (1911-2003).
Par sa mère, il est le petit-fils de Foulques de Sabran-Pontevès, 7e duc de Sabran (1908-1973), et l'arrière-petit-fils de la princesse Constance de Croÿ (1876-1943).

## Biographie

### Formation et vie professionnelle
Il fait ses études au collège Saint-Jean-de-Passy, à Paris, puis, de 1996 à 1998, à la Neoma Business School, une école de commerce à Rouen. Après avoir travaillé 10 ans dans le secteur de la publicité, il est, de 2010 à 2019, responsable des antiquités et des installations pour les principaux projets de cabinet Alberto Pinto, puis gestionnaire de projets chez Altea Experts et FDO Conseil. Depuis avril 2022, Foulques d'Orléans est délégué général de l'association Tremplin extraordinaire, qui poursuit comme objectif de favoriser l’insertion professionnelle et sociale des personnes handicapées.

### Comte d'Eu et duc d'Aumale
Le 10 décembre 1976, son grand-père paternel, le comte de Paris, alors prétendant au trône de France, s'engage à conférer à ses deux petits-fils, Charles-Louis et Foulques, des titres particuliers. Le 20 octobre 1982, il reçoit le titre de comte d'Eu qui fut porté en dernier lieu par Gaston d'Orléans (1842-1922), grand-père paternel d'Isabelle d'Orléans-Bragance, sa grand-mère paternelle. Le prince Foulques ayant émis le souhait de recevoir un titre de rang équivalent à celui de son frère aîné (qui a été titré duc de Chartres en 1982), son grand-père lui a accordé le second titre de duc d'Aumale, porté en dernier lieu par Henri d'Orléans (1822-1897). Il recevra l'autorisation de porter ses deux titres le 9 novembre 1997 à l'issue d'une journée passée à Eu (Seine-Maritime) et à Aumale (Seine-Maritime) en présence de plusieurs membres de sa famille.

### Grade militaire
Aspirant dans la réserve de l'armée de terre, il obtient le grade de sous-lieutenant d'infanterie par le décret du 30 août 1999 (pour prendre rang au 1er juin 1999), puis est promu au grade de lieutenant d'infanterie par le décret du 28 décembre 2010 (pour prendre rang au 1er décembre 2010).

## Titulature, armoiries et distinctions

### Titulature
Les titres portés actuellement par les membres de la maison d’Orléans n’ont pas d’existence juridique en France et sont considérés comme des titres de courtoisie. Ils sont attribués par le chef de maison.
- 9 juillet 1974 – 9 novembre 1997 : Son Altesse Royale le prince Foulques d'Orléans (naissance) ;
- depuis le 9 novembre 1997 : Son Altesse Royale le comte d’Eu et duc d'Aumale.

### Ordre des titres
Philippe de Montjouvent, dans son ouvrage Le comte de Paris et sa descendance fait passer le titre de comte d'Eu avant celui de duc d'Aumale,. Toutefois, Jacques d'Orléans fait passer le titre de duc d'Aumale avant celui de comte d'Eu, suivi en ce sens par son frère aîné Henri d'Orléans (1933-2019), comte de Paris, duc de France, qui fut prétendant au trône de France de 1999 à 2019. Dans une interview accordée en 2016 au journal Le Réveil de Neufchâtel, le prince Foulques donne d'abord son titre de comte d'Eu avant celui de duc d'Aumale.

### Armoiries
Le prince Foulques d'Orléans a reçu les armoiries suivantes le 20 octobre 1982, lors de sa titulature comme comte d'Eu :
| Blason | Blasonnement : D'azur à trois fleurs de lys d'or posées 2 et 1, au lambel à trois pendants de gueules chargé de trois tours d'or. |

### Distinctions
- Médaille de la ville d'Aumale (9 novembre 1997)[13]